# Il rossignuolo

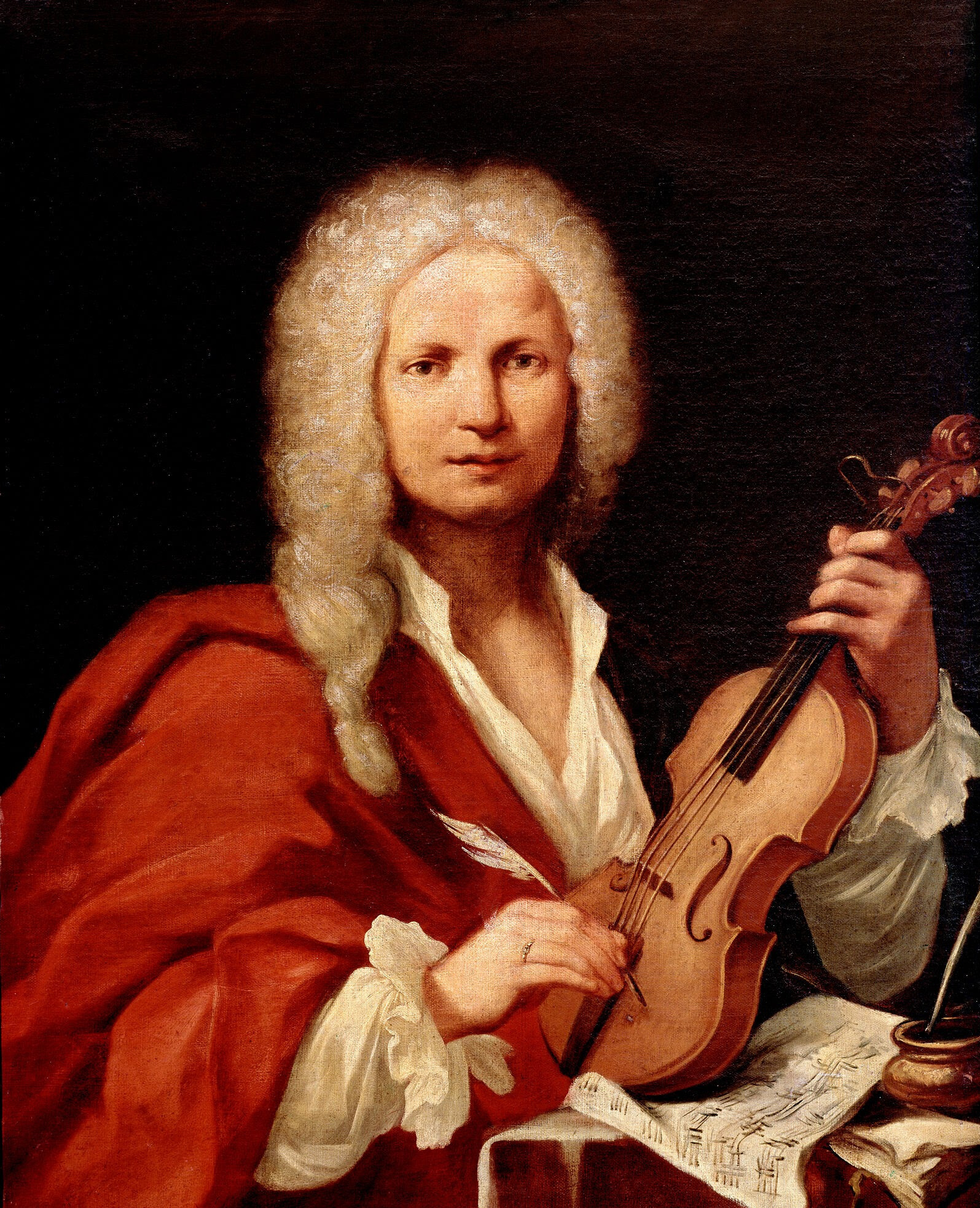
Antonio Vivaldi (1678-1741)

Koncert A-dur Słowik (Il rossignuolo), RV 335a, koncert skomponowany przez Antonia Vivaldiego. Melodyka tego utworu nawiązuje do śpiewu słowika inspirującego wielu kompozytorów epoki baroku, czego dowodem jest choćby The Cookoo and the Nightingale Georga Friedricha Händla.